# Eupelops subuliger
Eupelops subuliger är en kvalsterart som först beskrevs av Berlese 1916.  Eupelops subuliger ingår i släktet Eupelops och familjen Phenopelopidae. Inga underarter finns listade i Catalogue of Life.